# Luzula chilensis
Luzula chilensis är en tågväxtart som beskrevs av Christian Gottfried Daniel Nees von Esenbeck, Franz Julius Ferdinand Meyen och Carl Sigismund Kunth. Luzula chilensis ingår i Frylesläktet som ingår i familjen tågväxter. Inga underarter finns listade i Catalogue of Life.